# Saint-Orens-de-Gameville
Saint-Orens-de-Gameville è un comune francese di 11 218 abitanti situato nel dipartimento dell'Alta Garonna nella regione dell'Occitania.

## Società

### Evoluzione demografica
Abitanti censiti